# Astragalus kohrudicus
Astragalus kohrudicus är en ärtväxtart som beskrevs av Aleksandr Andrejevitj Bunge. Astragalus kohrudicus ingår i släktet vedlar, och familjen ärtväxter. Inga underarter finns listade i Catalogue of Life.